# Rhodostrophia dissoluta
Rhodostrophia dissoluta är en fjärilsart som beskrevs av Louis Beethoven Prout 1938. Rhodostrophia dissoluta ingår i släktet Rhodostrophia och familjen mätare. Inga underarter finns listade.